# Ḷḷindes
Ḷḷindes ist eines von 13 Parroquias und zugleich dessen Hauptort in der Gemeinde Quirós in Asturien, Nordspanien.

## Dörfer und Weiler
- El Corral 13 Einwohner 2011 43° 6′ 12″ N, 5° 54′ 40″ W
- Cortes 44 Einwohner 2011 43° 5′ 53″ N, 5° 54′ 38″ W
- Fresneo de Cortes 8 Einwohner 2011
- Ḷḷindes 1 Einwohner 2011

## Sehenswürdigkeiten
- Pfarrkirche Iglesia de San Tomás
- Kirche Iglesia de San Melchor de Lindes in Cortes